# Молекулярен облак
Молекулярният облак е вид междузвезден облак, чиито плътност и размери дават възможност за образуване на молекули, най-често водородни (H2). В Млечния път молекулярните облаци включват по-малко от 1% от обема на междузвездното пространство, но в същото време на тях се пада около половината маса на газа навътре от орбитата на Слънцето. Тъй като засичането на атомен водород с помощта на наблюдения в инфрачервения и радио спектъра е трудно, за определяне наличието на H2 се съди косвено по въглеродния окис (CO). Съотношението между светимостта на CO масата на и H2 обикновено се смята за постоянно, макар да има причини за известно съмнение в това поради наблюденията върху други галактики.

## Разпространение
В Млечния път молекулярните газови облаци съставляват по-малко от 1% от обема на междузвездната среда, но въпреки това те остават най-гъстата част от тази среда, допринасяйки грубо за половината от общата газова маса в галактическата орбита на Слънцето. По-голямата част от молекулния газ се намира в пръстен, намиращ се между 3,5 и 7,5 килопарсека от центъра на Млечния път (Слънцето е на 8,5 килопарсека от центъра). Мащабните карти на въглеродния оксид в галактиката показват, че местоположението на този газ съвпада с ръкавите на галактиката. Преобладаващото му присъствие там подсказва, че молекулярните облаци трябва да се образуват и да се разпадат за по-малко от 10 милиона години – времето, нужно за материала да премине през региона на галактичния ръкав.
Напречното на равнината на галактиката разпределение на молекулярният газ показва, че той заема тясната средна равнина на галактическия диск с височина, Z, приблизително 50 – 75 парсека – много по-малко, отколкото топлите атомни (Z = 130 – 400 парсека) и топлите йонизирани (Z = ок. 1000 парсека) газови компоненти на междузвездната среда.
Това разпределение на молекулярния газ се осреднява на големи разстояния, но все пак в по-малък мащаб разпределението на газа е силно неравномерно, като по-голямата част от него е концентрирана в отделни облаци и облачни комплекси.

## Процеси

### Звездообразуване
Образуването на звезди се случва само в молекулярни облаци. Това е естествено следствие от ниските им температури и високата им плътност, тъй като гравитационната сила, действаща за свиване на облака, трябва да надвишава вътрешните налягания, които действат „навън“, за да предотвратят срив. Има доказателства, че големите звездообразуващи облаци са ограничени до голяма степен от собствената си гравитация, а не от външно налягане.

### Физика
Физиката на молекулярните облаци е слабо изучена и все още обект на спорове. Вътрешните им движения се диктуват от турбулентност в студен, магнетизиран газ, а тези турбулентни движения са главно свръхзвукови. Счита се, че това състояние бързо губи енергия, изисквайки или цялостен срив, или постоянно внасяне на енергия. В същото време е известно, че облаците се разрушават от определен процес (най-вероятно въздействието на масивните звезди), преди значителна част от тяхната маса да се превърне в звезда.